# 아이콘 시암 타워
아이콘 시암 타워는 태국 방콕에 제안된 마천루이며 전망용 타워로 24층 459m 높이이다. 현재 계획은 보류중 인것으로 추정된다.